# Municipio de Earl (Illinois)
El municipio de Earl (en inglés: Earl Township) es un municipio ubicado en el condado de LaSalle en el estado estadounidense de Illinois. En el año 2010 tenía una población de 2595 habitantes y una densidad poblacional de 26,73 personas por km².

## Geografía
El municipio de Earl se encuentra ubicado en las coordenadas 41°35′31″N 88°52′51″O / 41.59194, -88.88083. Según la Oficina del Censo de los Estados Unidos, el municipio tiene una superficie total de 97.06 km², de la cual 97,06 km² corresponden a tierra firme y (0 %) 0 km² es agua.

## Demografía
Según el censo de 2010, había 2595 personas residiendo en el municipio de Earl. La densidad de población era de 26,73 hab./km². De los 2595 habitantes, el municipio de Earl estaba compuesto por el 96,34 % blancos, el 0,5 % eran afroamericanos, el 0,39 % eran amerindios, el 0,12 % eran asiáticos, el 1,43 % eran de otras razas y el 1,23 % eran de una mezcla de razas. Del total de la población el 6,67 % eran hispanos o latinos de cualquier raza.